# Lez Bomb
Lez Bomb (bra: Revelação em Família) é um filme estadunidense de 2018, do gênero comédia dramática, escrito, dirigido e estrelado por Jenna Laurenzo. Bobby Farrelly atuou como produtor executivo do filme.

## Sinopse
Uma jovem lésbica não é assumida pela família. No Dia de Ação de Graças, ela e sua namorada vão almoçar com os parentes, no entanto, a chegada repentina do amigo, que divide seu apartamento com ela, atrapalha o grande momento de ir embora.

## Elenco
- Jenna Laurenzo como Lauren
- Caitlin Mehner como Hailey
- Brandon Micheal Hall como Austin
- Steve Guttenberg como Mike
- Elaine Hendrix como Maggie
- Dierdre O'Connell como Rose
- Rob Moran como Ken
- Davram Stiefler como John
- Bruce Dern como Avô
- Kevin Pollak como George
- Cloris Leachman como Josephine
- A.B. Cassidy como Emma
- Jordyn DiNatale como Jessica

## Recepção
O filme tem uma avaliação de 89% no Rotten Tomatoes.

## Prêmio
O filme ganhou o Prêmio do Júri de Longa Narrativa no Festival de Cinema de Bentonville.